# Palmetto Point
Palmetto Point è un villaggio di Saint Kitts e Nevis, situato nell'isola di Saint Kitts, capoluogo della parrocchia di Trinity Palmetto Point.